# Манакін-вертун бамбуковий
Манакін-вертун бамбуковий (Neopelma chrysolophum) — вид горобцеподібних птахів родини манакінових (Pipridae).

## Поширення
Поширений у прибережному регіоні південно-східної частини Бразилії штатів Мінас-Жерайс і Ріо-де-Жанейро на південь до крайнього півдня Сан-Паулу і, ймовірно, у прилеглій східній частині Парани. Мешкає
у середньому ярусі та на узліссях вологих лісів гірської системи Серра-ду-Мар, а також у вторинних заростях, здебільшого на висоті від 900 до 1750 м, переважно в районах, де багато бамбука та папороті.

## Опис
Дрібний птах, завдовжки до 13 см. Має помітну жовто-помаранчеву пляму на тімені. Оперення решти верхньої частини оливково-зелене; горло білувате, грудка сірувата, а живіт дуже блідо-жовтий.